# Maiquinique
Maiquinique är en kommun i Brasilien.   Den ligger i delstaten Bahia, i den östra delen av landet, 800 km öster om huvudstaden Brasília. Antalet invånare är 8 782.
Omgivningarna runt Maiquinique är huvudsakligen savann. Runt Maiquinique är det mycket glesbefolkat, med 6 invånare per kvadratkilometer.